# コンゴ動乱
コンゴ動乱（コンゴどうらん、フランス語: Crise congolaise、1960年 - 1965年）は、1960年6月30日にベルギー領コンゴがコンゴ共和国（コンゴ・レオポルドヴィル、現在のコンゴ民主共和国）として独立した直後に勃発した反乱から始まる混乱である。
1960年7月11日に、旧宗主国のベルギーから支援されたモイーズ・チョンベは、この混乱の拡大に乗じて南部カタンガ州がカタンガ国として分離独立することを宣言したため、混乱を収拾するためにアメリカ合衆国とソビエト連邦の一致で国際連合安全保障理事会決議143が採択されてコンゴ国連軍が投入された。しかし、国際連合がカタンガへの介入に消極的であったことから、初代首相パトリス・ルムンバは支援を求めてソ連に急速に接近し、これがアメリカ寄りの初代大統領ジョゼフ・カサブブとの対立を生んだ。
他方、ジョゼフ＝デジレ・モブツは、1960年9月14日に、政治状況の打開を口実として無血クーデターを起こし、ルムンバは自宅軟禁下に置かれた。モブツによって、カタンガのチョンベの元に送り込まれたルムンバは、1961年1月17日に処刑された。また、1961年9月18日には、カタンガ側との仲介を試みた国連事務総長ダグ・ハマーショルドが、コンゴ動乱の停戦調停に赴く途上で、搭乗機のダグラス DC-6B（機体記号SE-BDY）が北ローデシア（現在のザンビア）のンドラで墜落し（1961年国連チャーター機墜落事故）、死亡するという悲劇も発生した。
ハマーショルド死後の国連は新しく選ばれた事務総長ウ・タントの下、カタンガに積極的に介入する方針に転換し、米ソ双方の支持を取り付けた（国際連合安全保障理事会決議169）。1963年1月21日に、コンゴ国連軍がチョンベ派の最後の拠点を制圧したことで、カタンガの分離活動は沈静化に向かった。次いで毛沢東主義に感化されて左傾化した旧ルムンバ派の一部が、シンバの反乱を引き起こして、1964年7月末からコンゴ中部及び東部で急速に勢力を拡大したが、スタンリーヴィルに監禁された人質を救出する目的で、1964年11月24日からアメリカとベルギーが合同で展開したドラゴン・ルージュ作戦によって、シンバの反乱軍勢力は大打撃を受け、その直後に崩壊した。
その後は、カサブブと、亡命先から帰国して暫定首相に就任したチョンベとの間で新たな政治的対立が生まれたが、1965年11月25日に、モブツが政治状況の打開を口実として二度目の無血クーデターを起こして権力を掌握し、独立以来続いていた混乱は事実上終結した。このコンゴ動乱は、冷戦を主導したアメリカとソ連による代理戦争でもあり、動乱の期間中に、約10万人が殺害されたと見られている。

## 背景

### ベルギーの植民地支配

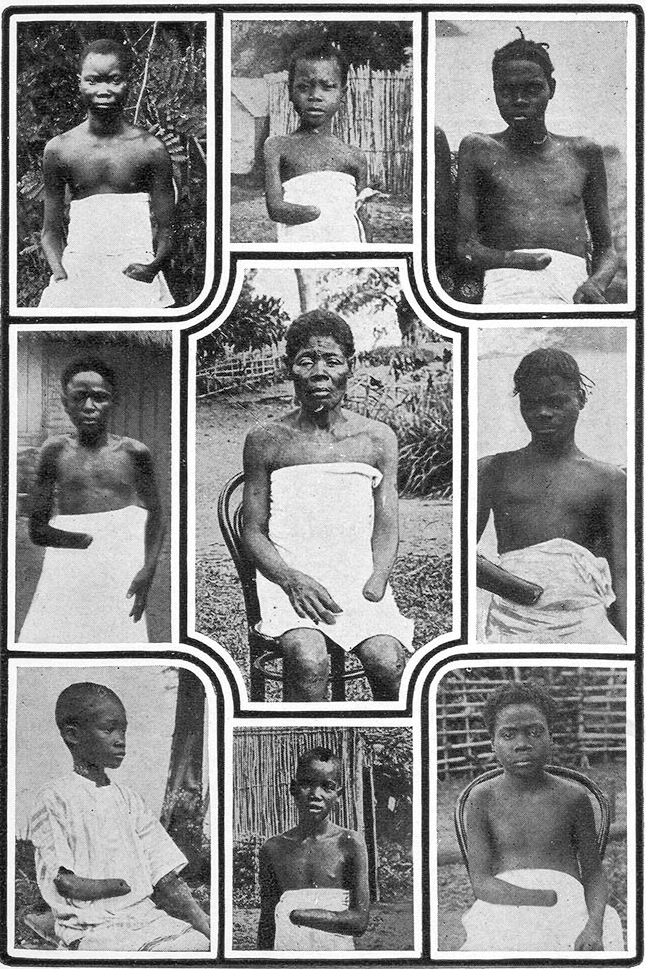
レオポルド2世が「コンゴ自由国」を統治していた期間に片手を切り落とされたコンゴの原住民

ベルギー領コンゴ、現在のコンゴ民主共和国を地図上で色付けして表示

ベルギーによるコンゴの植民地化は19世紀後半に始まった。国王レオポルド2世はベルギーの国際的な地位と威信の欠如に不満を感じ、当時はまだ大部分が未調査のままであったコンゴ盆地周辺の植民地拡大策を支援するようにベルギー政府を説得しようとした。植民地拡大に消極的なベルギー政府との考えのズレは最終的にレオポルド2世が自分自身の利益のために植民地を統治する方向へと導くことになった。1885年に緩衝国になることを期待した欧米諸国から支持を受け、レオポルド2世の私領「コンゴ自由国」の成立が国際的に認められた。しかしながら、自由国政府当局によるコンゴの先住民に対する暴力や冷酷な搾取は強烈な外交圧力を生むことになり、1908年にベルギー政府が直轄で統治するベルギー領コンゴが成立した。
ベルギー政府によるコンゴの植民地支配は政府・キリスト教の伝道活動・民間企業の「三位一体」を基準としていた。大部分で政府と民間企業の利害が密接に結び付くことで、企業がストライキ破りをしたり、その他の先住民を支配するための障壁を取り除くのを政府が手助けする状況を形成した。徹底的な人種差別が行われ、第二次世界大戦が終結した後には社会的地位を問わず、多数の白人の移民がコンゴに移住したが、彼らは常に黒人より優れた待遇を受けることが出来た。
1940年代から1950年代にかけて、コンゴはかつてないレベルの急速な都市化を経験し、「理想的な植民地」作りを目指して国際開発プログラムも実施されるようになった。1950年代にはコンゴは他のアフリカ植民地と比較して倍以上の規模の賃金労働力を保持していた。コンゴのウラン（第二次世界大戦中にアメリカ合衆国が開発した核兵器に使用されたウランの多くがコンゴ産だった）を含めた豊富な天然資源は冷戦時代に入り、二大超大国となったアメリカ合衆国とソビエト連邦の両国がこの地域に大きな関心を寄せる要因にもなった。

### 政治活動の活発化

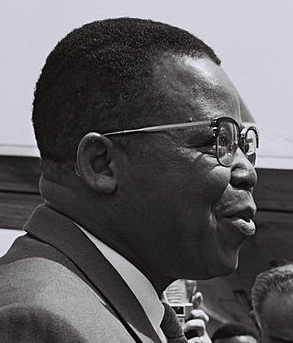
ABAKO指導者ジョゼフ・カサブブ。コンゴ独立国家の初代大統領に就任した

1950年代に入り、ベルギー領コンゴにもパン・アフリカ主義が普及した。独立を目指す運動は民族的な理由や地理的な理由から数多くの政党や政治グループが成立することによって分断され、互いに対立し合った。最大の政治団体であるコンゴ国民運動（MNC）は様々な政治的背景の相違を乗り越えて「妥当な時期」に独立を達成することに専念する統一戦線を組んでいた。パトリス・ルムンバ、シリル・アドゥラ、ジョゼフ・イレオが中心になって党の綱領を作成したが、ジョゼフ・カサブブは内容があまりにも穏健的過ぎるとして非難し、署名を拒否した。党の実力者となったルムンバは1959年終わりには58,000人のメンバーを抱えていたと主張した。
MNCの最大のライバルとなったジョゼフ・カサブブ率いるアバコ党（ABAKO）は即時独立と地域へのアイデンティティーの促進を根底として、MNCより急進的な思想を主張していた。ABAKOはMNCよりも民族主義的な立場を取っていた。独立したコンゴは植民地時代以前に存在していたコンゴ王国の後継としてコンゴ族によって統治されるべきという主張であった。
モイーズ・チョンベ率いるコナカ党（CONAKAT）は第三の主要政治団体であった。主にカタンガ州南部の利害を代表し、連邦主義を提唱していた。この他にもアフリカ連帯党（PSA）のような社会主義の民族主義政党や、少数派民族集団の利害を代表する派閥なども結成された。
MNCは当時のアフリカで最大の民族主義政党であったが、多くの問題で異なる立場を取る様々な派閥を抱えていた。このために穏健派と急進派の二分化が進行した。ジョゼフ・イレオとアルベール・カロンジ率いる党内の急進派は1959年7月に党から分離するが、MNC党員を大量に離党させて自分達の陣営に引き入れることが出来なかった。大多数派はMNC-ルムンバ派（MNC-L）、これらの反体制の急進派はMNC-カロンジ派 (MNC-K)という風に呼ばれるようになった。ルムンバ派は主にスタンリーヴィル地域の北東部で人気を保持し続けた一方、カロンジ派はエリザベートヴィルより南の都市を中心として、ルバ族の間で最大の人気を獲得した。
1959年1月4日、コンゴの首都レオポルドヴィルで行われていた政治的なデモ活動が暴力的になり、暴動に発展した。国家憲兵のコンゴ公安軍は暴徒に対して武力を使用した。少なくとも49人が死亡し、総死傷者数が500人を超えていた可能性もあると見られている。民族主義政党の影響力がこの時に初めて主要都市の外に波及し、これ以降の1年間は民族主義的なデモや暴動が頻発するようになり、それまで関与していなかった大多数の黒人も独立運動に参加するようになった。多くの黒人は税金の支払いや軽微な植民地の規制の遵守を拒否することによって植民地体制の限界を試すようになった。ABAKOの指導者の多くが逮捕され、MNCの影響力が以前よりも強まった。
こうした動きを警戒して白人社会の間に過激思想が広まった。一部の白人は黒人が過半数を占める政権が成立した場合には、クーデターを実行することを計画した。白人の民間人は「欧州ボランティア隊」の呼び名で知られる民兵組織を形成し、法と秩序が崩壊し始めた。白人の民兵は頻繁に黒人を襲撃した。

### 独立へ向けて

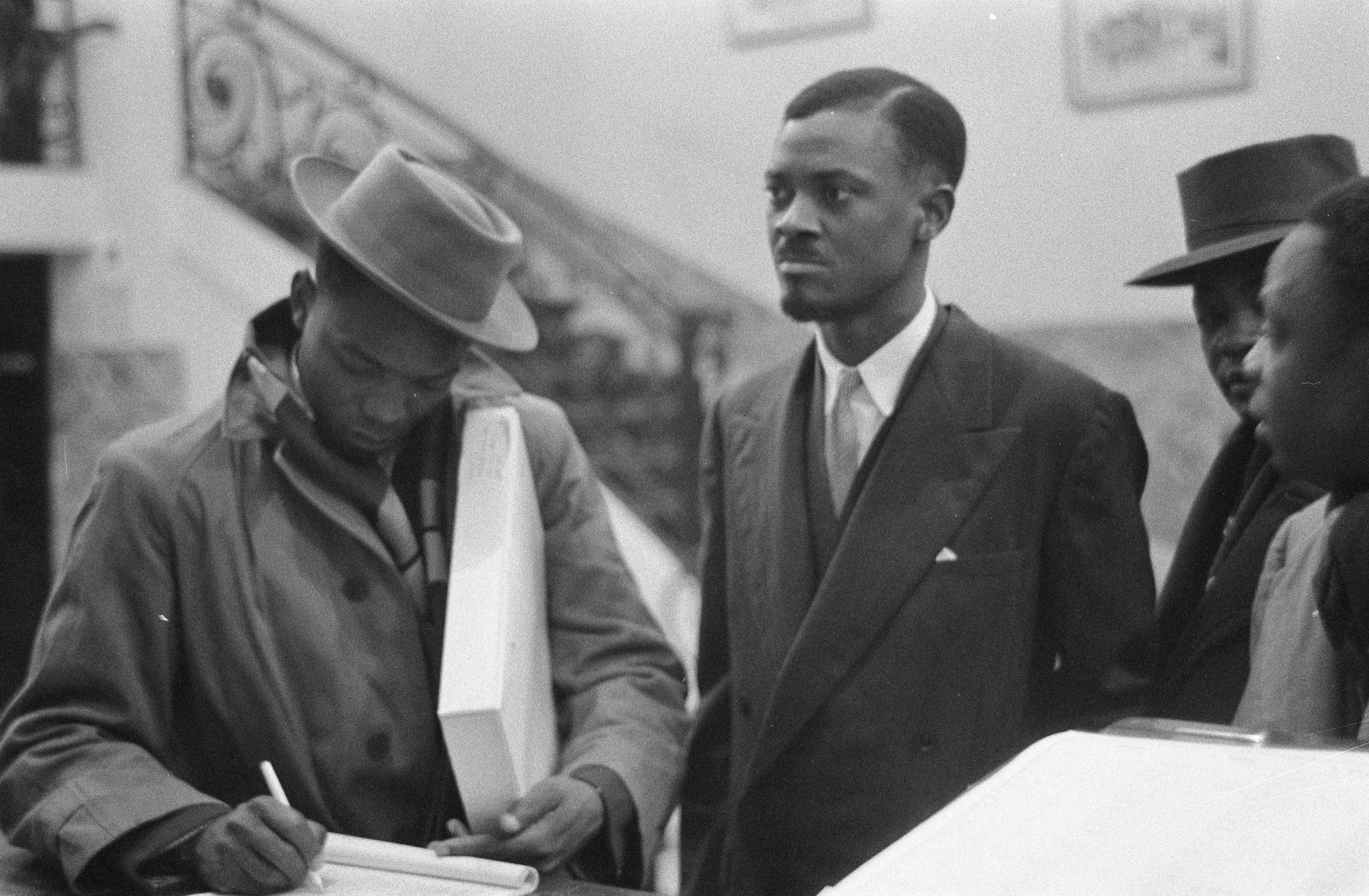
1960年1月にブリュッセルで開催された円卓会議に出席したパトリス・ルムンバ。コンゴ独立国家の初代首相に就任した

レオポルドヴィルの暴動の影響として、その年に作成されたコンゴの将来に関するベルギー議会の審議会の報告書の中では「内部の自治」の需要の高まりが指摘された。植民地大臣オーガスト・デ・スフライファーは1960年1月にコンゴのすべての主要政党の指導者をベルギーの首都ブリュッセルに一同に集めて円卓会議を開催した。スタンリーヴィルで起こった暴動の後に逮捕されたパトリス・ルムンバは会議に出席するために釈放され、MNC-Lの代表団を率いた。ベルギー政府側は独立まで少なくとも30年の準備期間を置くことを希望していたが、コンゴ側の圧力に屈した結果、独立の日を1960年6月30日に設定することが急遽決定した。連邦制を含む民族的帰属の問題や、コンゴに対するベルギーの今後の役割などについては代表団が合意に達せず、未解決のまま残された。
多くのベルギー人が、独立したコンゴがフランス共同体やイギリス連邦のような国家連合の一部となることで、ベルギー本国との政治的にも経済的にも緊密な関係が継続させることを希望していた。独立の日が迫った1960年5月にベルギー政府はベルギー領コンゴの国政選挙を実施した。選挙ではMNCが大多数の議席を獲得した。
1960年6月30日、予定通りにコンゴ共和国の独立と植民地支配の終わりが宣言された。レオポルドヴィルで挙行された独立式典において、ベルギー国王ボードゥアンが行った挨拶は私領地としてコンゴ自由国を創設して非人道的な暴虐な統治を行い、非難された彼の祖父の叔父に当たるレオポルド2世を「天才」と呼び、コンゴの独立をベルギーによる「文明化の集大成」と表現した上、「（ベルギーが残した諸制度の）性急な変更は将来を危うくする」と忠告までした。続いて演説を行ったカサブブは独立を承認してくれたベルギーに対しての感謝の意を表明したが、その後に演説を行ったルムンバはベルギーによる植民地支配を「屈辱的な奴隷制」として徹底的に糾弾し、独立を勝ち取った自分達の闘争を絶賛して観衆から喝采を浴びた。このルムンバの演説に憤慨したボードゥアンは昼食会には参加したものの、予定を変更して急遽帰国の途についた。マルコム・Xのようにルムンバの演説を称賛する者もいたが、数人のコンゴの政治家は演説が必要以上に挑発的であったとの見解を示し、国際問題も引き起こした。そうした状況にもかかわらず、コンゴ全土は祝賀ムードに沸いた。
コンゴの新政府は半大統領制を採用し、大統領と首相が行政権を共有することになった。初代大統領にはジョゼフ・カサブブ、初代首相にはパトリス・ルムンバが就任した。CONAKATなどの連邦主義派が反対したにもかかわらず、レオポルドヴィルの中央政府には強力な権限が付与され、州政府の権限は比較的弱かった。なお、1ヶ月半後に成立した西に隣接する同名のコンゴ共和国（コンゴ・ブラザヴィル）とはコンゴ・レオポルドヴィルと首都名を示すことで区別した。

## 動乱の勃発

### 公安軍の反乱とベルギー軍の介入
独立宣言はしたものの、ベルギー政府もコンゴ政府も植民地時代の社会秩序を直ぐに変更するつもりは無かった。ベルギー政府は白人が永久にその地位を保持し続けられるかもしれないと期待した。コンゴ共和国は植民地時代の制度に依存していた。白人の指揮下に置かれた公安軍や、白人の技術専門家に変わり得る適切な資格を取得した黒人が不在の状況は変わらないままであった。大多数のコンゴ人が独立が有形かつ即時の社会変化をもたらすことを想定していたために、相変わらず重要度の高い地位の多くが白人によって独占されている現状に憤慨した。公安軍最高司令官を務める中将、エミール・ジャンセンは独立式典の翌日にレオポルドヴィルに駐屯する黒人の下士官連中を集めて、自分の指揮下では現在の状態が今後も維持されるであろうと述べて黒板に「独立前＝独立後」と書き込むことで要点をまとめたが、これは独立後に賃金の大幅な上昇を期待していた黒人兵士達からは非常に不評であった。7月5日にはチスヴィル近郊で幾つかの部隊が白人指揮官に対して反乱を開始した。これ以降、暴動は全国の駐屯地に急速に波及していった。
ルムンバは騒動を鎮静化させるためにジャンセンを解任し、コンゴ公安軍の名称をコンゴ国民軍（ANC）に変更した。黒人兵士達は全員、少なくとも1ランクは昇進した。ビクター・ルンドラは曹長から少将に昇進し、ジャンセンに代わる新たな司令官に就任した。同時に、ジョゼフ＝デジレ・モブツは参謀長に就任し、ルンドラの副官かつルムンバの側近という役割を担うことになった。ルムンバとカサブブは反乱者と直接交渉して武器を捨てるよう彼らを説得しようとしたが、国の大部分で反乱が激化していった。白人の兵士や民間人は暴行を受け、白人が所有する財産は略奪され、白人女性は陵辱された。白人の民間人が難民として近隣諸国へ流出するようになると、ベルギー政府は情勢を深く憂慮するようになった。
7月9日にベルギーはコンゴ政府の許可を得ずにカバロに空挺部隊を配備し、逃げ惑う白人の民間人を保護した。10日にはベルギー政府は10,000人の兵士のコンゴへの投入を決断し、輸送が開始された。許可を得ないこの武力介入は国家主権の侵害に当たる行為であった。カサブブがベルギー軍の介入を受け入れたのと対照的に、ルムンバは介入を非難して「我々の共和国の脅威」を防ぐために団結するようにすべてのコンゴ人に呼び掛けた。ルムンバの要請に応じて11日にベルギー海軍は港湾都市のマタディから白人の民間人を避難させた。ベルギーの船はその後に市内を砲撃し、少なくとも19人の民間人が死亡した。この行動が全国の白人に対する新たな攻撃を呼び起こす原因になり、他の都市内や町内に侵入したベルギー軍とコンゴ軍の間でレオポルドヴィルも含めて衝突が発生した。

### カタンガ国と南カサイ国の分離独立

1960年7月11日に分離独立したカタンガ国の国旗

1960年8月8日に分離独立した南カサイ鉱山国の国旗

1960年7月11日には、CONAKATの指導者モイーズ・チョンベは南部のカタンガ州が首都をエリザベートヴィルに置き、彼自身が初代大統領に就任するカタンガ国としてコンゴ共和国から独立することを宣言した。豊富な資源を有するカタンガ地域は近接する銅の世界的産地、北ローデシア（現在のザンビア）のカッパーベルトと伝統的に緊密な経済関係にあった。CONAKATはさらに、カタンガの人々は他のコンゴ人とは民族的に異なっていると主張した。州の採掘作業によって得られた収益をコンゴの他の地域と共有することを避け、より多く保有するためのカタンガ住民の分離独立欲求の高さが離脱の動機の一つであった。もう一つの大きな要因はコンゴの中部および北東部における治安の崩壊である。カタンガの分離独立を発表したチョンベは「我々は混沌から脱出している」と述べた。
カタンガの大手鉱山会社ユニオン・ミニエール・デュ・オー・カタンガ（UMHK）はMNCが独立後に会社の資産を国有化するのでは無いかと警戒し、ベルギーによる植民地支配が終了する以前からCONAKATに対する支援を開始していた。UMHKはベルギー政府と密接な関係を持ち、ブリュッセルに本社を置く有名な持株会社ソシエテ・ジェネラル・デ・ベルギーが主に所有していた。UMHKに力付けられたベルギー政府はカタンガ国に軍事的支援を提供し、この地域に残る文官に任務を継続するように命じた。チョンベも南アフリカ連邦やローデシアからも含まれる、主に白人からなる傭兵集めに着手し、カタンガ憲兵隊を組織した。ベルギーから支援を受けていたが、分離期間を通してどの国からも正式に外交上の承認を受けられなかった。
カタンガが分離してから1ヶ月に満たない8月8日に、カタンガからわずかに北に位置し、ムブジマイに首都を置く南カサイ鉱山国がコンゴ中央政府からの独立を宣言した。南カサイはカタンガよりはるかに小さな領域であったが、カタンガと同様に採掘地域でもあった。ルバ族が住民の多数派を占める地域であり、南カサイ大統領に就任したアルベール・カロンジはコンゴの他の地域におけるルバ族に対する迫害が分離の発端になったと主張した。南カサイの新政府は特権を与えることで、フォルミニエールなどの鉱山会社から経済的支援を引き出した。

### 他国の介入と国連軍の介入

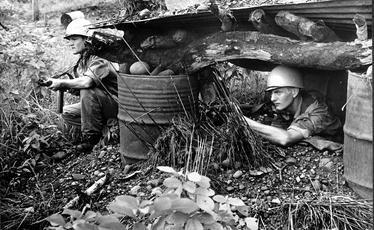
1961年11月。カタンガに展開するコンゴ国連軍のスウェーデン人部隊

ベルギーの支援に影響された分離主義の高まりにより、国際連合（UN、国連）内部にコンゴからベルギーのすべての兵力を撤収させようとする動きが出てきた。国連事務総長ダグ・ハマーショルドは国連の指揮下に置かれ、多国籍で構成される国連平和維持軍をコンゴへ派遣するために主導的な役割を果たした。ルムンバからの要請を受けた国連安全保障理事会は7月14日に、ベルギー軍のコンゴからの撤退を要求する国連安保理決議第143号を採択した。
ルムンバとコンゴ中央政府は分離主義活動を抑制するのに役立つかもしれないと考え、コンゴ国連軍（ONUC）の到着を当初は歓迎した。しかしながら、ONUCが最初に任された活動は平和維持のみであった。ハマーショルドは分離主義活動を国内の政治問題と位置付けており、これに反対するのは中立性が失われることになり、主権の侵害に相当すると見ていた。そのために、彼は国連が国連憲章に基づいてコンゴ軍の支援を可能にする措置を取ることを拒否した。国連の消極的なカタンガ政策に失望したルムンバはソ連と武器や物流及び物質的な支援の提供に関する合意を成立させた。約1,000人のソ連の軍事顧問は直ぐにコンゴに上陸した。ソ連の介入を危険視するカサブブら政府関係者がルムンバから距離を置き始めた。アメリカはアフリカ中部地域における共産主義の大拡張の土台がコンゴに形成されることを恐れていた。
ソ連の軍事的支援を得た約2,000人の国民軍は南カサイに対する大攻勢を開始した。攻撃で大成果を得たものの、その過程において、国民軍はルバ族とルルア族の民族間の内紛に巻き込まれてしまい、その際にルバ族の民間人約3000人を虐殺してしまった。戦火から逃れるように何千人ものルバ族の民間人がこの地域から脱出した。
アメリカはソ連の関与を警戒した。アメリカ合衆国大統領ドワイト・D・アイゼンハワーはベルギーの批判に則して、ルムンバが共産主義者であり、コンゴはソ連にとって戦略上重要な従属国になる道を突き進んでいると考えていた。1960年8月には、領域内に潜伏する中央情報局（CIA）のスパイもコンゴがキューバ革命を経験してソ連との結び付きを強化しているキューバと同じような道を辿るかもしれないと警告した。
1960年7月22日にフランス・ソワール紙のインタビューに応じたルムンバは、彼が共産主義者であると批判を受けていることについて回答している。「これは私に向けたプロパガンダに基づく策略だ。私は共産主義者ではない。私が革命家であり、私達人間の尊厳を無視した植民地体制の廃止を求めてきたために、植民地主義者は全国を通じて私に対する運動を展開してきた。私が帝国主義者によって買収されることを拒否したことで、彼らは私を共産主義者と見なしているのだろう」と述べている。

## 政治的分裂

### 中央政府の分裂とモブツの最初のクーデター
ルムンバがソ連に支援を要請した結果、政府内は分裂してしまい、西側諸国が彼を権力から取り除くように圧力を強めることにも繋がった。加えて、モイーズ・チョンベとアルベール・カロンジの両方がカサブブがルムンバの中央集権主義に反対する穏健主義者かつ連邦主義者であると考えて、離脱問題を解決するために彼に対話を呼び掛けた。その一方で、モブツは他国からの援助を獲得し、特定の部隊員や将校を昇級させることで彼らからの忠誠を確保して国民軍の支配権を掌握した。
アメリカに促される形でカサブブは1960年9月5日に南カサイにおける虐殺を口実として、一方的にルムンバの首相職解任を全国ラジオを通じて発表した。ハマーショルドの側近でアメリカ人のONUC臨時代表アンドリュー・コーディアは自分に与えられた権限を活用し、ニュースに反応したMNC-Lが団結して行動を起こすことを阻止するためにラジオ局の封鎖を指揮した。両議院はルムンバを支持し、カサブブを非難した。議会から信任を得たルムンバは対抗してカサブブを大統領職から解任しようとしたが、憲政上の危機を誘発することになることになるこの行為については反対され、無効となった。9月14日にはジョゼフ＝デジレ・モブツが混迷した政治状況の打開を表向きの理由として無血クーデターを実行した。カサブブがルムンバの後任として任命したイレオの政府とそれに対抗するルムンバの政府、この両政府の無効化を宣言し、その代わりにジャスティン・ボンボコ率いる大学卒業者と現役大学生からなる「委員会内閣」を設立して政治権力も掌握した。ソ連の軍事顧問は国外退去を命じられた。混乱の収拾を最優先に考えるカサブブはモブツと手を組み、官邸内に軟禁されてONUCのガーナ人部隊らによって警護される状態となったルムンバはモブツと委員会内閣を激しく糾弾して敵対した。1961年2月にカサブブはモブツによって大統領に再任命された。クーデターを起こして以降のモブツは影の実力者としてコンゴの政治に多大の影響力を及ぼすことが出来るようになった。
カサブブの復職以降、コンゴの各勢力間で和解に向けた動きが進展した。チョンベはコンゴの国家連合を形成してカタンガの分離状態を終結させるための交渉を開始した。歩み寄りの合意に達したものの、カサブブとチョンベがお互いに個人的な敵意を抱いたために交渉が決裂し、この合意が無効になってしまった。1961年7月の和解交渉が失敗した後、ルムンバ支持者や南カサイからも含めて様々な勢力を結集したシリル・アドゥラを首班とする新政府が形成されたが、カタンガ国政府との和解はもたらさなかった。
スタンリーヴィルに逃亡したアントワーヌ・ギゼンガ率いるMNC-Lの反乱軍メンバーは1960年11月にレオポルドヴィルの中央政府に対抗して反乱軍政府を形成した。ギゼンガ政府はソ連や中国を含めていくつかの国々にコンゴの公式な政府として承認され、中央政府の7,000人に対しておよそ5,500人の兵士を動員することが出来た。その正当性を国連から拒否されるという難局に直面したギゼンガ政府は1962年1月、代表者のギゼンガが逮捕された後に崩壊した。

### ルムンバの殺害

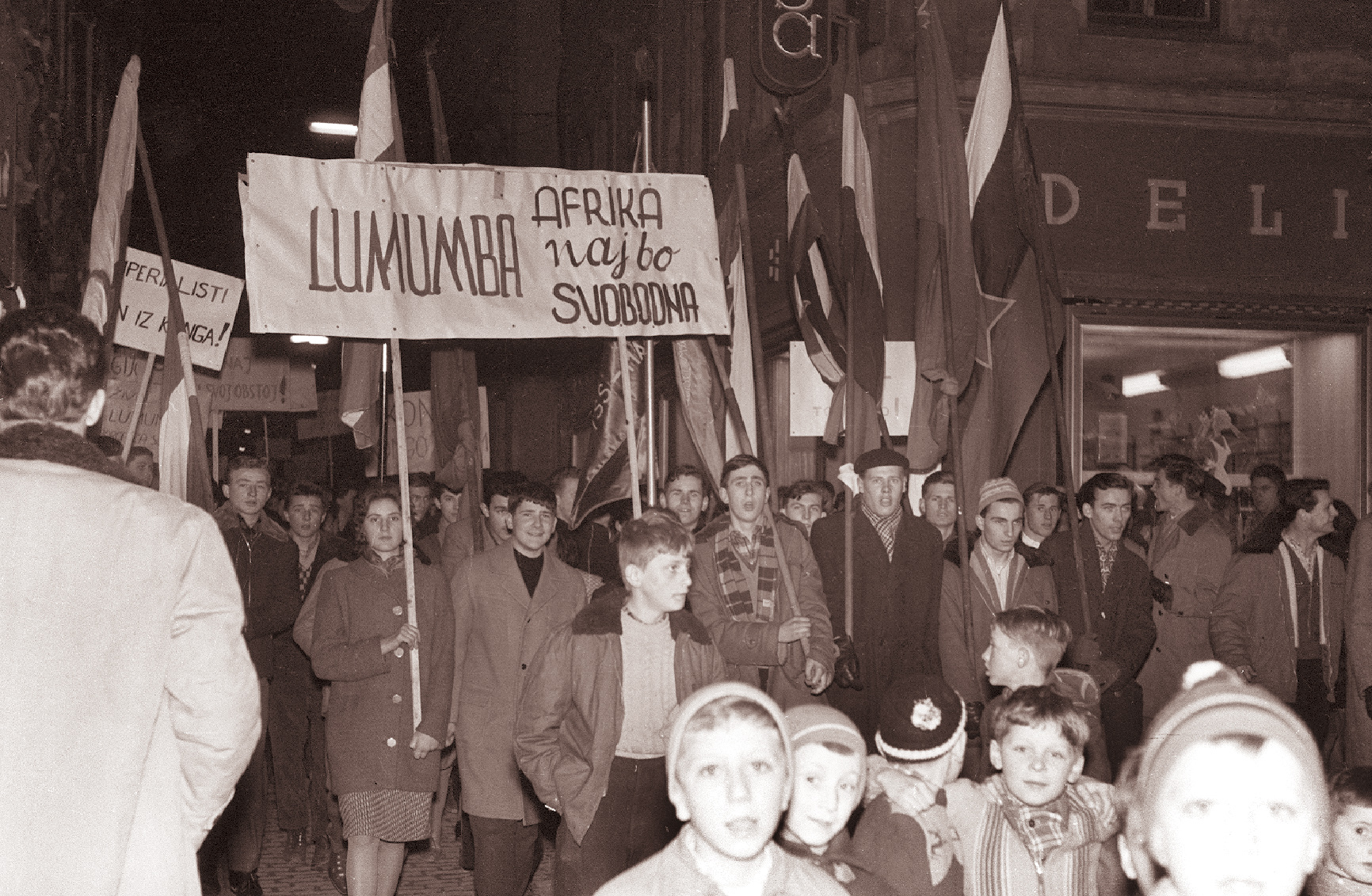
1961年2月にユーゴスラビアのマリボルで発生したルムンバの殺害を非難する抗議活動

ルムンバは軟禁から脱出して、自分を支持する勢力を結集出来ると信じて東のスタンリーヴィルに向けて逃亡した。モブツに忠実な部隊によって追跡されたルムンバは1960年12月1日にポルフランキーで逮捕され、手を縄で縛り上げられた状態でレオポルドヴィルに連れ戻された。国連はカサブブに法の適正手続きに基づいてルムンバを裁くように求めたが、ソ連はルムンバが逮捕された責任は国連にあるとして彼の釈放を要求した。12月7日に国連がルムンバの即時解放と国家の長へのルムンバの復職、そしてモブツの軍の武装解除をカサブブ政府に要求すべきとするソ連の提案について議論するために、国連安全保障理事会の会合が開催された。ルムンバを支持するこの決議案は12月14日に採決に付されたが、2-8で否決された。監禁状態が続くルムンバは拷問を受けてティスヴィルに輸送された。その後、ルムンバの処遇に悩んだモブツは彼の身柄をカタンガに送り込み、チョンベに忠実な部隊に引き取らせた。
パトリス・ルムンバは1961年1月17日にエリザベートヴィル近郊でカタンガ憲兵隊によって処刑された。4人のベルギーの将校の他にチョンベとカタンガ国政府の他の2人の閣僚が現場に立ち会い、政府当局の指揮下で処刑は実行された。拷問を受けたルムンバと彼を支持する新政府の2人の閣僚、モーリス・ムポロとジョセフ・オキトは木に背を向けて一列に並べられ、一人ずつ一発で射殺された。後年に明らかになったベルギーの報告書によると、殺害はおそらく21時40分から21時43分頃の間に実行された。
ルムンバ殺害のニュースは2月13日に公表され、この非人道的行為に対する怒りが世界各地で巻き起こった。ユーゴスラビアのベオグラード市内にあるベルギーの大使館は抗議者によって襲撃され、ロンドンやニューヨークでも暴力的抗議活動が発生した。

### 国連軍の攻勢とカタンガ国の消滅

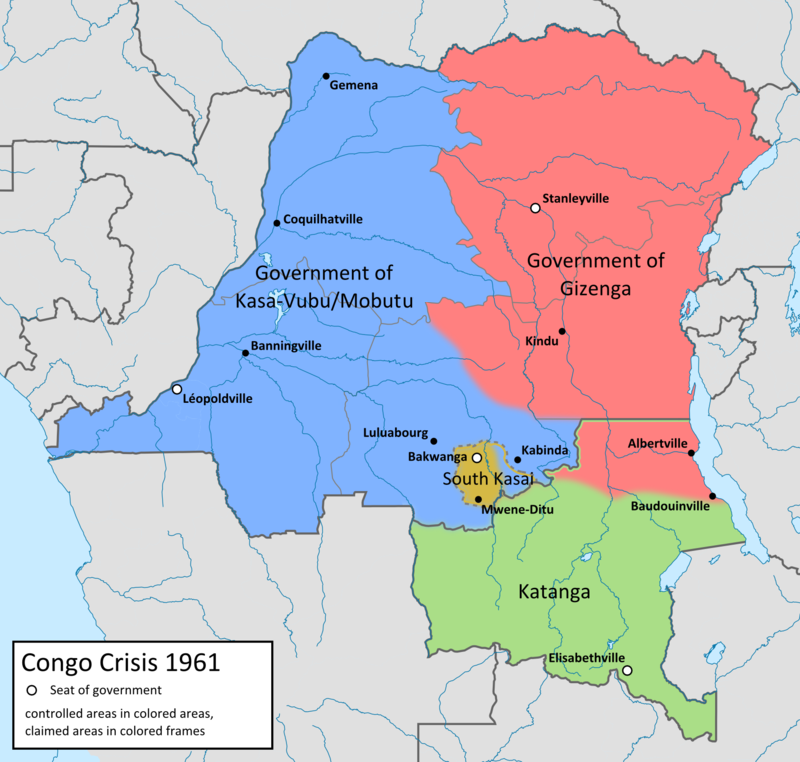
1961年のコンゴの地図。青の地域がカサブブ政府、赤の地域がギゼンガ政府、緑の地域がカタンガ国、黄色の地域がカサイ国

1960年7月14日に採択されたコンゴ情勢に関する最初の安保理決議の後、国連は7月22日に国連安保理決議第145号を採択して第143号の迅速な履行を迫った。8月9日に採択した国連安保理決議第146号ではカタンガの存在について初めて言及して第143号の履行も迫ったが、同時にONUCはいかなる紛争の解決にも介入してはならないという項目も追加された。1961年には、ONUCは2万人近くの兵士で編成されていた。彼らはカタンガ憲兵隊に協力する外国人傭兵を逮捕出来る権限を持っていた。1961年9月には武力を行使せずにカタンガの傭兵部隊を拘留するための試み「モーソー作戦」が展開されたが失敗し、銃撃戦になった。ONUCが主張するどちらの側にも偏らないという公平性は9月中旬にジャドヴィルにおいて、ONUCのアイルランド人部隊が兵数に勝るカタンガ憲兵隊と6日間に及ぶジャドヴィルの包囲戦を繰り広げた末に敗北して捕らえられたことで損なわれた。カタンガは国連の活動とその支持者に屈辱を与える戦争捕虜としてアイルランド兵の拘留を続けた。
1961年9月18日には、ハマーショルドはONUCとカタンガ憲兵隊との停戦を協議するためにコンゴとの国境近くにある北ローデシアの都市、ンドラに飛んだ。しかし、彼の搭乗していた航空機はンドラ空港に着陸しようとする手前で謎の墜落事故を起こしてしまい、ハマーショルドを含めて搭乗者全員が死亡した(1961年国連チャーター機墜落事故)。事件の状況はまだ明らかになっていないが、最近になってカタンガ兵によって飛行機が撃墜されたという証言や、イギリスが撃墜に関与していたことを示唆するいくつかの証拠も浮上している。
コンゴに対して穏健な政策を追求したハマーショルドとは対照的に、彼の後任のウ・タントはコンゴの紛争に積極的に介入する、より急進的な政策を支持した。カタンガはONUCが軍を撤退させることに同意した停戦協定の一環として、10月中旬に捕虜としていたアイルランド兵を釈放した。国連のカタンガ政策に対するアメリカのジョン・F・ケネディ新政権の全面的支持の表明や1961年11月にギゼンガ政府の支配下にあったポールタンパンで発生したONUCに参加したイタリア空軍パイロット13人が殺害されたキンドゥの虐殺の後、コンゴの分離活動を解決に向かわせようとする国際的な需要が高まった。「共産主義者」と見なしていたルムンバの失脚やアメリカの庇護の下で中央政府にシリル・アドゥラ政権が樹立された結果、「反共の砦」を自認するチョンベに対してアメリカが好意的に接する必要性が薄れた。何千人もの民間人が虐殺された国民軍による4ヶ月に及ぶ軍事作戦の結果、1961年12月30日にカロンジは逮捕され、南カサイ国は消滅した。
1961年2月21日に採択された国連安保理決議第161号は悪化する人権状況に対処して本格的な内戦の勃発を防止するために、ONUCの部隊に武力行使を含むあらゆる措置を講じることを認めたものであった。同年11月24日にアメリカとソ連が一致して採択された国連安保理決議第169号はカタンガが独立国家であるとの言い分を「完全に拒絶」して、「法と秩序の回復と維持においてコンゴ中央政府を支援」するために、ONUCの部隊にあらゆる措置を講じることを認めるという、より踏み込んだ内容になっている。カタンガは挑発行為をエスカレートさせ、ONUCはこれに対してカタンガ憲兵隊が築いたバリケードを解体し、戦略上重要なエリザベートヴィル周辺地域を奪取することを目的とした「ウノカト作戦」を開始した。国際的な圧力に直面したチョンベは1962年12月に中央政府の権威を受け入れ、カタンガ国憲法の放棄とカタンガ地域の分離独立要求を放棄することに原則的に同意するキトナ協定に署名した。しかし、宣言の後にカタンガ憲兵隊はONUCに対する嫌がらせをし続けてチョンベとアドゥラの話し合いは行き詰まりに達した。カタンガ国に対する支援が減少し、最大の支援国であったベルギーですら支援をためらうようになっていき、この国家の先がもう長くないことが予感された。
1962年12月24日には、ONUCとカタンガ憲兵隊がエリザベートヴィル近郊で衝突し、戦闘が勃発した。停戦交渉が行われたが失敗に終わり、ONUCはエリザベートヴィルを占領した直後に停戦合意が成立した。ONUCのインド人部隊は命令に背く行動を起こしてジャドヴィルを占領し、カタンガ国支持者の再編成を未然に阻止した。ONUCはカタンガの他の地域を徐々に制圧し、1963年1月21日にチョンベが最後の拠点としていたコルヴェジを明け渡したことでカタンガ国は事実上消滅した。

### 政治的和解の失敗
カタンガの分離状態が終結した後に派閥は政治的駆け引きを模索し始めた。この交渉と時を同じくしてコンゴ・ブラザヴィルに逃れた反体制派のルムンバ主義者による亡命政治団体、コンゴ解放委員会（CNL）が結成された。起草された都市がルルアブールであったことから『ルルアブール憲法』の名で知られる新たな改正憲法によって勢力均衡が引き起こされ、妥協の機運は最高潮に達した。新憲法は大統領権限を強化して大統領と首相の共同協議体制を終了させ、自主性を高めながら州の数をそれまでの6から21までに増やすことで連邦主義者を宥めた。また、新憲法によって国名はコンゴ共和国からコンゴ民主共和国に改称された。この憲法は1964年6月25日から7月10日の間に実施された国民投票によって可決され、8月1日に公布された。カサブブは亡命カタンガ人勢力の指導者であるチョンベを暫定首相に任命した。チョンベは有能な人物と見られ、西側諸国からは反共の砦として支持されていたものの、モロッコ国王ハッサン2世ら他のアフリカ諸国の指導者からはカタンガの分離独立の際に彼が中心的な役割を果たしたことで「帝国主義の傀儡」と非難された。

## クウィルとシンバの反乱

### 反乱の勃発

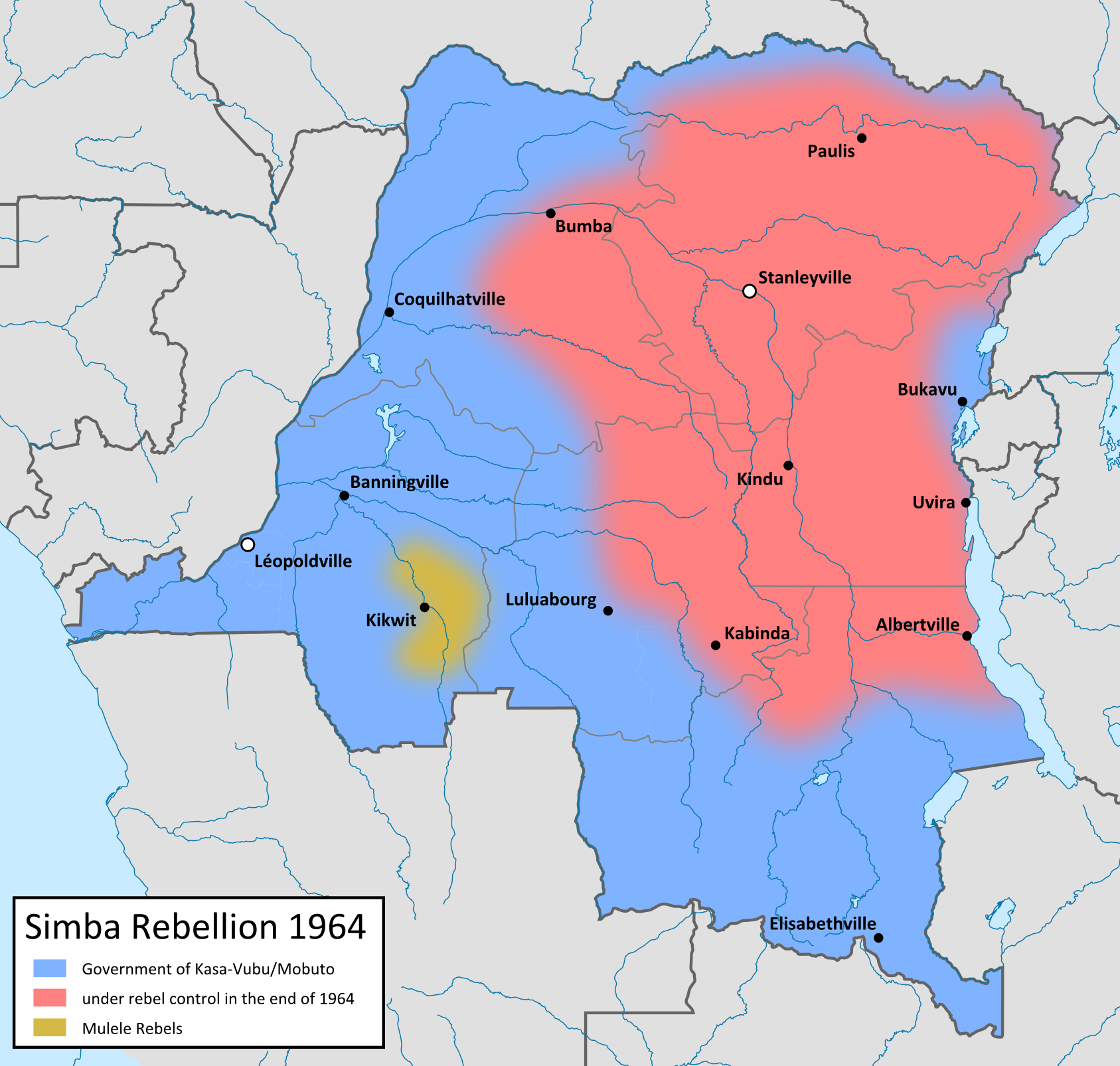
1964年のコンゴの地図。青の地域がカサブブ/モブト政府、赤の地域がシンバの反乱軍勢力が制圧した領土、黄色の地域がクウィルの反乱軍勢力が制圧した領土

長い政治危機によって中央政府に対する幻滅が広まった。首都では政争が蔓延って不安定な状況が続き、泥棒政治からの「第二の独立」の需要が高まった。「第二の独立」のスローガンはかつてルムンバ内閣で教育大臣を務めたピエール・ムレレら毛沢東思想を掲げるコンゴの革命家によって提唱された。コンゴの政情不安は反乱の拡大を助長してしまった。
コンゴの農村の混乱はムレレに率いられたルムンバ支持者によって扇動されたキンブンド族やペンデ族が引き起こした。1963年末にはコンゴの中部・東部地域は混乱状態となった。1964年1月16日にはクウィル州の都市、イディオファとグングにおいてクウィルの反乱も勃発した。暴動と混乱はキヴ州、更にはアルベールヴィルにまで広がり、コンゴの他の地域にも暴動が飛び火してしまい、ついにはより大規模なシンバの反乱が勃発した。反政府勢力は7月から8月にかけて保有する領土を拡大するために北方へ向けて急激な勢いで進撃を行い、この期間にポールタンパン、スタンリーヴィル、パウリス、リサラを一挙に制圧した。
「シンバ」（スワヒリ語でライオンを意味する）という名で知られた反政府勢力は大衆的であるが、平等を優先して全体的に裕福な社会の実現を目指す緩やかな社会主義的傾向に基づいた、漠然としたイデオロギーを持っていた。活動していた革命家の多くが反乱は政府が与えてくれなかった好機を提供してくれると期待した若い男性であった。シンバは新入隊員に魔術をかけたと教え、規範に従うことで弾丸を受けても死ななくなると信じさせた。シンバ反政府勢力は敵対者をこの世から消し去るために制圧した領土内で多数の残虐な殺害を犯し、人々を恐怖に陥れた。
シンバ反政府勢力はクリストフ・グベニエを大統領としてスタンリーヴィルに首都を置く新国家、コンゴ人民共和国を建国した。新国家はソ連や中国から軍事援助を受け、タンザニアを筆頭とする様々なアフリカ諸国からも支援された。キューバも戦術や教義についてシンバに助言する目的でチェ・ゲバラが率いる100人以上の顧問団を派遣して支援していた。シンバの反乱が激化していくのとほぼ同時期にトンキン湾事件が発生し、アメリカ軍のベトナムへの本格的介入の道が開かれた。

### ベルギー軍とアメリカ軍の介入による鎮圧

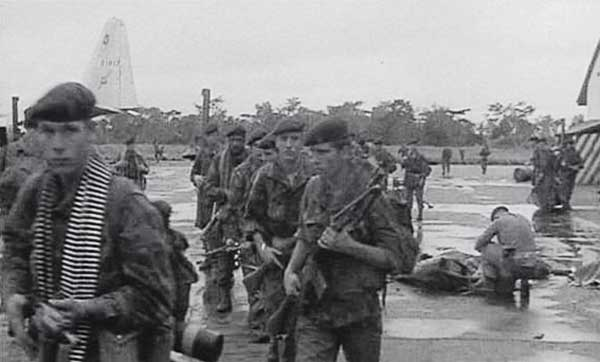
1964年11月24日。ドラゴン・ルージュ作戦を展開するためにスタンリーヴィルの飛行場に降り立ったベルギーのパラシュート部隊

1964年8月末からシンバ反政府勢力は後退を開始した。アルベールヴィルとリサラは8月下旬と9月上旬に国民軍が奪還した。モブツと手を組んだチョンベはシンバを嫌う、かつてはカタンガの分離主義活動に貢献した元傭兵連中を呼び戻した。マイク・ホアー（通称マッド・マイク）が指揮し、中部アフリカや南部アフリカ出身の白人で編成された傭兵部隊は第5コマンドー部隊の名で知られている。第5コマンドー部隊は国民軍の陣頭指揮を担当したが、広範囲に及ぶ許可されていない殺害に拷問、略奪行為、反乱軍から奪還した地域における大量強姦を行っていたことから悪名高かった。ホアーですら記者会見の中で、部下について「ゾッとするような凶悪犯」と言及したほどであった。その他、傭兵部隊にはボブ・ディナールが率いる第6コマンドー部隊、ジャン・シュラムが率いる第10コマンドー部隊などがあった。これらの傭兵部隊はCIAからも物質的援助を受けていた。
1964年11月には敗北を恐れたシンバ反政府勢力が支配地域の白人住民を捕らえてスタンリーヴィルに連行した。国民軍との取引材料としてスタンリーヴィルの中心部にあるヴィクトリアホテルに白人の人質が集められた。人質を解放するためにベルギーのパラシュート部隊とアメリカの輸送機のコンゴへの投入が決定した。11月24日にはドラゴン・ルージュ作戦の一環として、ベルギーのパラシュート部隊がスタンリーヴィルに上陸し、人質は即座に救出された。合わせて約70人の人質と約1,000人のコンゴの民間人が殺害されたが、大半は避難に成功した。ベルギー軍は人質を解放する命令のみを受けていたが、シンバ反政府勢力はこの作戦の前に町の外に逃亡してしまい、東部の暴動は一段落を迎えた。パラシュート部隊と民間人はその後にベルギーに帰国した。介入の余波として、新植民地主義に基づく行為であるとしてベルギーそのものが公的に非難された。
シンバ反乱軍勢力の抵抗は特に東部の南キヴ州で激しく、ローラン＝デジレ・カビラが毛沢東主義を掲げて1980年代までこの地の反乱を主導した。

## モブツの二度目のクーデター
1965年3月に実施された総選挙ではモイーズ・チョンベが全国的政党に発展させたコンゴ国民公会（CONACO）とその同盟政党が大勝した。シンバ反政府勢力の衰退によって傭兵の軍事力を必要としなくなり、次期大統領選挙の最大のライバルとして危険視したカサブブはチョンベを首相から解任した。次いでカサブブは反チョンベの筆頭であるエヴァリスト・キンバを新たな首相に任命したが、チョンベ支持派が多数を占める議会は1965年11月14日にキンバの任命の批准を拒否した。カサブブも譲らずに改めてキンバが新首相であることを宣言し、本格的な政争に発展した。政府機能が麻痺状態になり、11月25日にモブツはまたしても混迷した政治状況を打開することを表向きな理由として二度目の無血クーデターを実行し、完全に権力を掌握した。
モブツは5年間、事実上の非常事態宣言下でほぼ絶対的な権力を行使し、それから後にはコンゴに民主主義が回復されることになるという将来構想を語った。経済的安定と政治的安定の両方を約束したモブツのクーデターはアメリカ及びその他の西側諸国から支持されていた。最初のうちは、彼の統治は幅広い層からの人気を獲得した。彼は1966年に首相職を廃止して翌1967年には議会を解散し、着実にその他の権限を奪取した。

## 動乱終結後のコンゴ

### モブツ独裁体制の確立

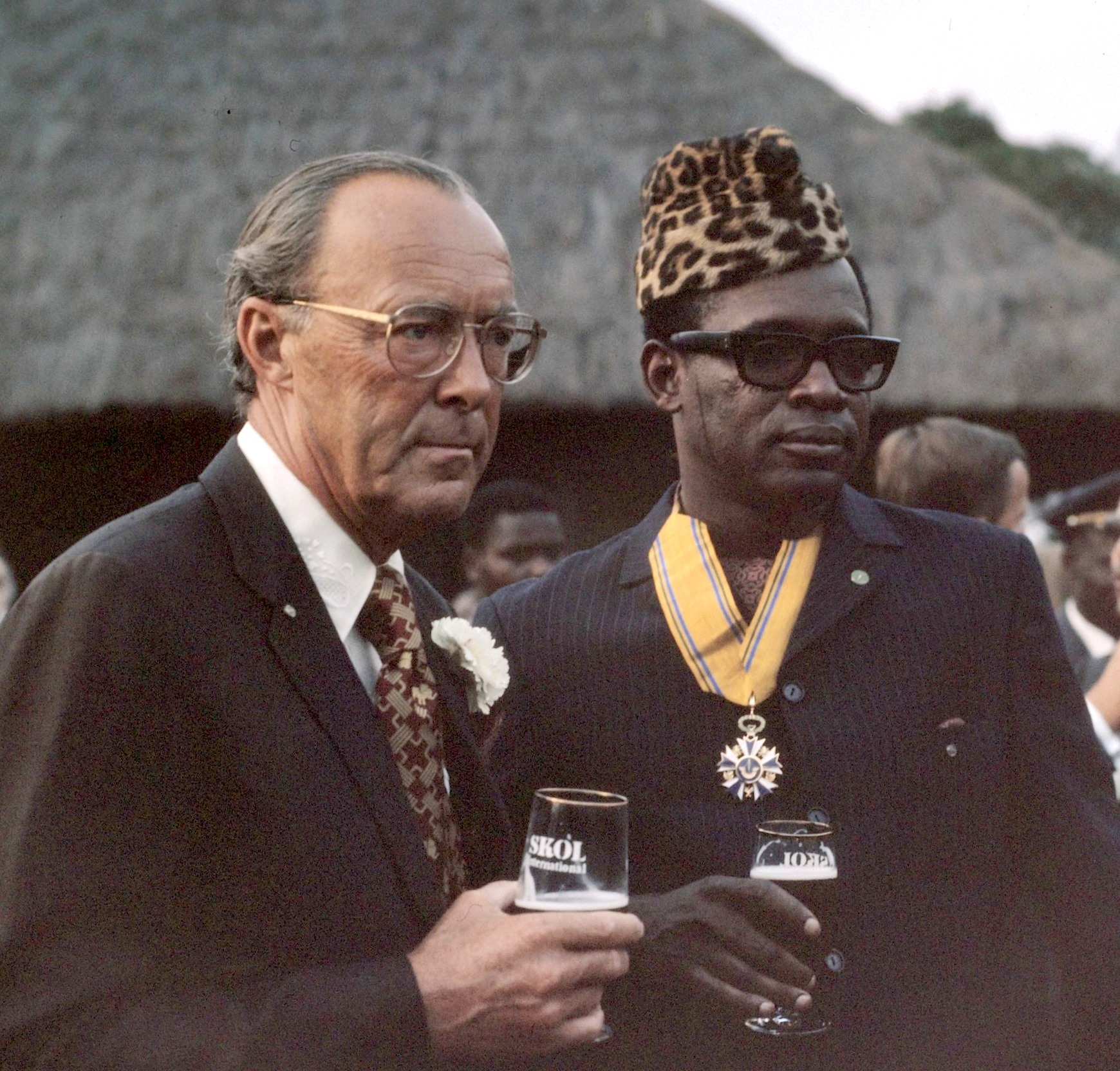
1973年8月12日。オランダのリッペ＝ビーステルフェルト公ベルンハルト王配とザイール大統領モブツ・セセ・セコ

独裁者としての地位を確立したモブツは1965年に手始めに州の数を削減してその独立した立法権の多くを廃止して地方の自立性を弱め、中央集権体制を強化した。着実に重要度の高い役職を彼の支持者で固めた。1967年にモブツは自己の正当性を示すために、彼が制定した新憲法下で1990年まで国家の唯一の合法政党として存在することになる、革命人民運動（MPR）を結成した。1971年には国名をザイールと改称して植民地時代の名残りを完全に取り除くための「ザイール化政策」を推進した。UMHKの後身企業であるジェカミンも含めて全国の外資系経済資産を国有化した。1980年代以降のモブツ政権は失政と腐敗の代名詞となっていた。
コンゴ動乱終結後の数年間で、モブツは彼の独裁を脅かす可能性のある多くの反対勢力の主要人物を排除することに成功した。反逆罪に問われたかつてのカタンガ分離独立運動指導者モイーズ・チョンベは1965年に第二の亡命生活を開始した。1966年から1967年にかけて二度にわたり、モブツ政権下での待遇に不満を感じる約800人のカタンガ憲兵隊やかつてチョンベに従っていた元外人傭兵部隊も関与したキサンガニの反乱が勃発した。反乱は最終的に鎮圧された。1967年にチョンベは欠席裁判で死刑を宣告され、同年に搭乗していた飛行機がハイジャックされ、アルジェリアで監禁された。1969年の彼の死は自然な原因によるものとされているが、その死にモブツ政権が関与したという憶測が国民の間にも流れた。かつてのシンバ反政府勢力幹部ピエール・ムレレはモブツから恩赦を約束され、亡命生活を終えてコンゴに帰国したが、この約束は反故にされ、拷問された後に殺害された。

### モブツの失脚以降
動乱の間に反モブツの反乱を率いたローラン＝デジレ・カビラは1997年5月16日に反政府勢力指導者としてモブツ独裁政権の打倒に成功したが、2001年1月16日に彼の護衛によって暗殺された。彼の息子のジョゼフ・カビラが後継のコンゴ民主共和国大統領に就任し、2011年11月に再選された。
統一ルムンバ主義党（PALU）を率いる旧ルムンバ派のアントワーヌ・ギゼンガは総選挙時にジョゼフ・カビラの支持に回り、2006年11月から2008年9月まで首相を務めた。

### 歴史論争
コンゴ動乱においてはとりわけ、アメリカや西ヨーロッパ諸国が介入した際に担った役割について論争があり、学者達は各国政府の歪みを非難している。ベルギー政府が実施した2年間に及ぶパトリス・ルムンバの殺害の真相に関する調査により、CIAに後援されるベルギーの将校らが関与せずに殺害を実行するのはほぼ不可能であったことが判明した。2002年2月5日、ベルギーの外相ルイス・ミシェルは41年前のルムンバの殺害に関してベルギーの「道義的な責任」を認めて公式に謝罪し、賠償金代わりとしてルムンバ基金を設立すると発表した。アメリカでは、国務省が出版した『アメリカ外交文書シリーズ』がコンゴ動乱やモブツの権力掌握へのアメリカの関与についてわざと誤解を招くような内容になっていると学者達によって批判された。

## 国際的な重要性
コンゴ動乱の勃発以降、新たに独立したアフリカ諸国はかつての宗主国との関係構築について様々な態度を示した。穏健派寄りのフランス語圏のアフリカ諸国はフランスとの関係を維持するためにブラザビル・グループを形成し、急進的なアフリカ諸国はパン・アフリカ主義に基づいた連合を求めてカサブランカ・グループを形成した。南ローデシアは少数派の白人が多数派の黒人を支配する政治体制の変更を譲らずに、イギリスとの交渉が何度も決裂した後、一方的に独立を宣言した（ローデシアの一方的独立宣言）。
1965年から1979年まで行われたチャド内戦では、チャド民族解放戦線（FROLINAT）がフランソワ・トンバルバイ政権による南部優遇策を明白に拒否して「チャドにはカタンガは存在しない」という公式声明を発表した。1967年から1970年まで行われたビアフラ戦争では北の民族集団の利益が特権化されていて自分達が差別されていると主張するイボ族がナイジェリアから分離して独立国家を形成した。このビアフラ共和国とカタンガ国の分離主義活動は学術論文で頻繁に比較されてきた。ビアフラはカタンガとは異なり、限られた国々から外交上の承認を受けることに成功し、地元の石油企業に関与している西側諸国からの支援を拒否した。ビアフラ共和国は1970年に敗北し、ナイジェリアに再統合された。